# Peridea dichroma
Peridea dichroma är en fjärilsart som beskrevs av Sergius G. Kiriakoff 1959. Peridea dichroma ingår i släktet Peridea och familjen tandspinnare. Inga underarter finns listade i Catalogue of Life.